# Supernova type II

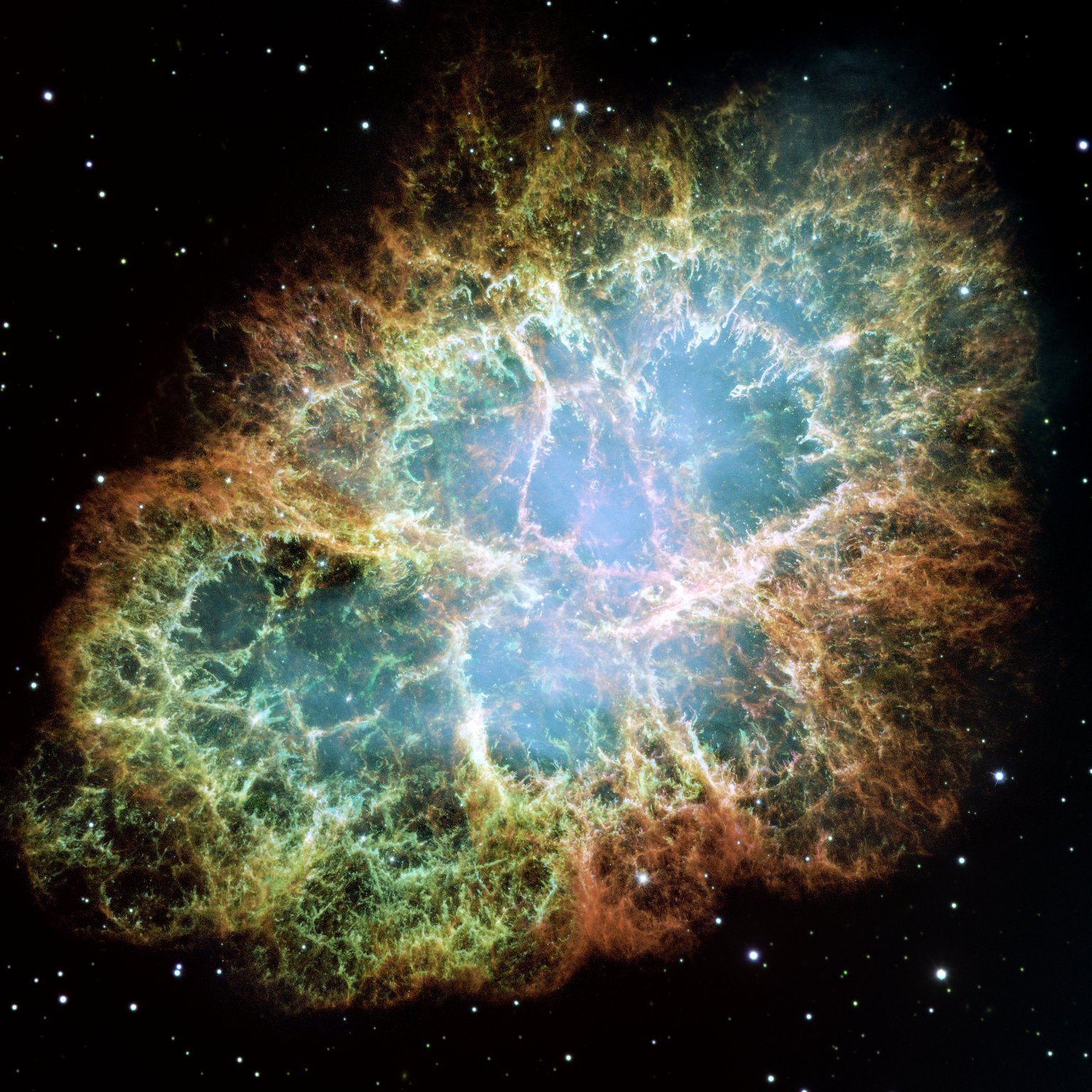
De Krabnevel is het resultaat van type II supernova SN 1054.

De supernovarest van SN 1987A. Deze komt van een type II supernova uit de Grote Magelhaense Wolk.

Een supernova type II (meervoud: supernovae of supernova's) is een supernova die ontstaat uit de snelle ineenstorting en heftige explosie van een zware ster. Zo'n ster dient ten minste 8, maar niet meer dan 40 tot 50 maal, de zonnemassa (symbool: M☉) te bevatten om dit type explosie te kunnen produceren. Type II supernovae verschillen van andere typen supernovae door de aanwezigheid van waterstof in het spectrum. Ze worden doorgaans aangetroffen in de spiraalarmen van sterrenstelselsels en in H-II-gebieden, maar niet in elliptische sterrenstelsels.
Sterren creëren energie door kernfusie. De Zon kan alleen waterstof tot helium fuseren, maar sterren die groter en massiever zijn, kunnen ook elementen met een hogere atoommassa fuseren. Deze sterren hebben een hogere temperatuur en een hogere druk in de sterkern, waardoor hen overigens ook een korter leven beschoren is. De tegendruk van ontaarde materie en de energie afkomstig van de kernfusie zorgen ervoor dat de ster niet door zwaartekracht ineenstort: de sterren zijn in een hydrostatisch evenwicht. In dergelijke sterren ontstaan met het verloop van de tijd steeds zwaardere elementen, naarmate ze in temperatuur en druk toenemen. Sterren beginnen altijd met fusie van waterstof, waarna kernfusie van helium kan volgen. Dit kan zo blijven oplopen, als de ster massief genoeg is, volgens het periodiek systeem, totdat een sterkern van ijzer en nikkel ontstaat. Hier loopt het proces tegen een barrière op: kernfusie van ijzer of nikkel produceert namelijk geen energie meer, maar kost juist energie. Hierdoor valt de kernfusie in de kern stil en zal de naar buiten gerichte thermische stralingsdruk afnemen. De sterkern krimpt nu onder invloed van zwaartekracht ineen, tot het omringende gewicht van de ster gedragen kan worden door tegendruk van de ontaarde materie in de kern.
Als de hoeveelheid compacte massa van de niet-fuserende sterkern de Chandrasekhar-limiet van zo'n 1,4 M☉ overstijgt, is de tegendruk van ontaarde materie niet langer voldoende om de zwaartekracht tegen te houden in de ster. In een paar seconden vindt een cataclysmische implosie van de kern plaats. Nu de tegendruk van de binnenste sterkern is weggevallen, implodeert door zwaartekracht ook de buitenste kern en deze bereikt hierbij een snelheid tot 23% van de lichtsnelheid. Door deze plotselinge ineenkrimping stijgt de temperatuur in de binnenste sterkern tot 100 miljard kelvin. Neutronen en neutrino's worden gevormd door het proces van elektronenvangst, waarbij in een uitbarsting van tien seconden ongeveer 1046 joule vrijkomt. Nu wordt de implosie van de binnenste kern stopgezet door degeneratieve neutronendruk, waardoor de implosie afketst en naar buiten knalt. De energie van deze uitzettende schokgolf is voldoende om al de overliggende stermaterie uit elkaar te knallen en te versnellen naar de ontsnappingssnelheid. Dit is de supernova-explosie. De schokgolf, enorme druk en de extreem hoge temperatuur vervliegen snel, maar zijn toch lang genoeg om een korte periode van nucleosynthese plaats te laten vinden. Het is onder andere tijdens deze periode dat elementen met een hogere atoommassa dan ijzer hun oorsprong in het universum vinden. Afhankelijk van de hoeveelheid stermassa zal er ook een neutronenster of een stellair zwart gat gevormd worden samen met de supernovarest.
Er zijn een aantal categorieën van type II supernovae, die geïdentificeerd worden aan hand van de resulterende lichtkromme - een grafiek van lichtkracht tegen de tijd - na de explosie. Type II-L supernovae vertonen een vaste lineaire afname van de helderheid na de explosie. Type II-P laat een langzamere afname zien met een stabiele periode, of plateau, in de lichtkromme, waarna weer normale afname volgt. Type Ib en Ic zijn soorten supernovae waarbij de massieve ster haar buitenste sterlagen vol waterstof en helium reeds heeft verloren, waardoor deze primaire elementen niet in het spectrum van deze supernovae te vinden zijn. 

## Vormingsproces

Een zware ster met daarin lagen materie ontstaan uit kernfusieprocessen, vlak voor een supernova type II (niet op schaal)

In de kern van een ster op de hoofdreeks fuseert waterstof tot helium. Hierbij komt thermische energie vrij waardoor de kern opwarmt en er een naar buiten gerichte druk ontstaat, wat voorkomt dat de ster door zwaartekracht verder ineenkrimpt. Dit is het hydrostatisch evenwicht. Het hierbij geproduceerde helium hoopt zich op in de kern. De temperaturen zijn dan nog niet hoog genoeg voor kernfusie daarvan. Uiteindelijk zal de waterstof op raken waardoor het kernfusieproces af gaat nemen; nu krijgt zwaartekracht de overhand en de ster zal ineenkrimpen. Door deze samenpersing stijgt de temperatuur verder en kan kernfusie van helium plaatsvinden. Deze levensfase, van fusie van helium in de sterkern, duurt slechts 10% van de totale levensduur van zo'n ster. Als een ster minder dan 8 zonsmassa's heeft dan kan de door kernfusie van helium gevormde koolstof nooit fuseren. Zo'n ster koelt dan langzaam af en worden uiteindelijk een witte dwerg. Mocht zo'n witte dwerg deel (gaan) uitmaken van een dubbelstersysteem, dan kan hij alsnog exploderen in een supernova type Ia.
Sterren die veel meer massa bevatten dan de Zon evolueren op complexere manieren. Zij zullen voldoende massa hebben om een temperatuur en drukniveau te bereiken waarbij de kernfusie van koolstof wel mogelijk is in de sterkern. Dit zal gebeuren wanneer de ster samen begint te trekken, aan het eind van de kernfusie van het beschikbare helium. De kernen van deze enorme sterren verkrijgen lagen materie, zoals schillen in een ui, terwijl steeds zwaardere atoomkernen worden gevormd van verschillende kernfusieprocessen. De buitenste laag of sterschil, heeft de lichtste atoomkernen, van waterstof dat fuseert tot helium. Dieper volgt de laag helium dat fuseert tot koolstof via het triple-alfaproces. Elke diepere laag hieronder heeft een element met een steeds zwaardere atoommassa. Tijdens de evolutie van deze enorm zware sterren vinden er opeenvolgende fasen plaats waarbij de kernfusie in de sterkern stopt, de kern ineenkrimpt tot het drukniveau en de temperatuur voldoende stijgt om het volgende element te kunnen fuseren. De hernieuwde kernfusie zal weer voldoende tegendruk produceren om het ineenkrimpen te doen stoppen.
| Kernfusie               | Brandstof | Voornaamste product(en)    | Ster van 25 M☉  | Ster van 25 M☉    | Ster van 25 M☉ |
| Kernfusie               | Brandstof | Voornaamste product(en)    | Temperatuur (K) | Dichtheid (g/cm3) | Tijdspanne     |
| ----------------------- | --------- | -------------------------- | --------------- | ----------------- | -------------- |
| koolstof-stikstofcyclus | waterstof | helium                     | 7 × 107         | 10                | 107 jaar       |
| triple-alfaproces       | helium    | koolstof, zuurstof         | 2 × 108         | 2000              | 106 jaar       |
| koolstoffusie           | koolstof  | Ne, Na, Mg, Al             | 8 × 108         | 106               | 1000 jaar      |
| neon verbranden         | neon      | O, Mg                      | 1,6 × 109       | 107               | 3 jaar         |
| zuurstof verbranden     | zuurstof  | Si, S, Ar, Ca              | 1,8 × 109       | 107               | 0,3 jaar       |
| silicium verbranden     | silicium  | nikkel (vervalt tot ijzer) | 2,5 × 109       | 108               | 5 dagen        |

## Instorten van de sterkern
Het in de sterevolutie creëren van steeds zwaardere elementen is afhankelijk van de vrijgekomen energie die uit de bindingsenergie van deze atoomkernen wordt verkregen. Terwijl steeds intensere vormen van kernfusie steeds zwaardere elementen maken, komt er steeds minder energie via kernfusie vrij uit de deeltjes. Hierbij komt dat vanaf koolstoffusie en verder, energieverlies substantieel wordt via neutrinoproductie. Dit blijft zo toenemen totdat nikkel-56 wordt gecreëerd, dat via radioactief verval verandert in kobalt-56 en daarna tot ijzer, in de loop van een paar maanden. Doordat ijzer en nikkel de allerhoogste bindingsenergie per nucleon van alle elementen hebben, kan met fusie in de sterkern van deze elementen geen energie meer worden verkregen, terwijl de kern van ijzer en nikkel groter wordt. Deze kern staat bloot aan een gigantische druk van de zwaartekracht. De ster kan nu geen hitte opwekken met kernfusie om tegendruk te geven hiervoor, de kern houdt zichzelf nu in stand door degeneratieve druk van elektronen. In deze staat van ontaarde materie is de stof zo compact, dat als de dichtheid nog verder zou toenemen, elektronen hetzelfde energieniveau zouden moeten gaan bezitten. Dit is voor identieke fermionen zoals een elektron echter volgens het uitsluitingsprincipe van Pauli onmogelijk.

Binnenin een zware, doorgeëvolueerde ster (a) vindt kernfusie plaats in de vele sterschillen met daarin verschillende elementen, waardoor een sterkern van ijzer en nikkel wordt gevormd (b) die de Chandrasekhar-limiet bereikt en ineen zal gaan storten. Het binnenste deel van de sterkern wordt tot neutronen samengeperst (c), waardoor de ineenstortende materie terugkaatst (d) en er een naar buiten gerichte schokgolf ontstaat (rood). De schokgolf begint vast te lopen (e), maar krijgt hernieuwde energie via interactie met neutrino's. Het steromhulsel wordt weggeblazen in de explosie (f), waarna alleen de neutronenster van ontaarde materie overblijft.

Wanneer de totale massa van de sterkern de Chandrasekhar-limiet overtreft van plusminus 1,4 M☉, kan de degeneratieve druk deze niet langer in stand houden, waardoor een catastrofale ineenstorting volgt. Het buitenste deel van de kern bereikt snelheden tot 70.000 kilometer per seconde (dit is 23% van de lichtsnelheid) terwijl deze instort naar het centrum van de ster. De nu sterk krimpende sterkern stijgt in temperatuur, waarbij hoogenergetische gammastraling voorkomt. Deze straling zal atoomkernen van ijzer afbreken tot heliumkernen en vrije neutronen, door middel van fotodesintegratie. Doordat de dichtheid van de kern toeneemt, wordt het energetisch aantrekkelijk voor elektronen en protonen om te combineren via bètaverval. Hierbij worden neutronen en neutrino's gemaakt. Doordat het neutrino nauwelijks reageert met 'normale' materie, vliegt het gemakkelijk de sterkern uit. Hiermee verdwijnt energie uit de sterkern waardoor de slechts milliseconden durende ineenstorting versneld wordt. Terwijl de buitenste lagen van de ster zich losmaken van de sterkern, zullen sommige van deze neutrino's door het steromhulsel worden geabsorbeerd. Dit is het begin van de supernova-explosie.
De ingestorte sterkern heeft zo'n enorme dichtheid en heeft zoveel energie dat alleen neutrino's eraan kunnen ontsnappen. Bij het combineren van elektronen en protonen via elektronenvangst wordt het elektron-neutrino geproduceerd. In een typische type II supernova zal de nieuw gevormde sterkern van neutronen een begintemperatuur hebben van ongeveer 100 miljard kelvin, 104 maal de temperatuur van de kern van de Zon. Een groot deel van deze thermische energie moet worden verloren voordat een stabiele neutronenster gevormd kan worden, anders zouden de neutronen "eruit koken". Dit gebeurt door nog meer verlies van neutrino's. Deze 'thermische' neutrino's vormen als neutrino-antineutrinoparen van alle smaken. Het neutrinoproductiemechanisme zet de potentiële energie van zwaartekracht van de ineenstorting om in een 10 seconde durende explosie van neutrino's. Hierbij komt zo'n 1046 joule vrij.
Hoe het proces precies verloopt is niet bekend, maar ongeveer 1%, of 1044 joule, van de vrijgekomen energie (in de vorm van neutrino's) wordt geabsorbeerd door het schokfront, wat de supernova-explosie produceert. Het is namelijk zo dat tijdens de belangrijke recente Supernova 1987A er beslist neutrinoproductie heeft plaatsgevonden. Deze zeldzame, 'dicht bij huis' supernova bewees aan astrofysici dat hun model van ineenstorten van de sterkern min of meer correct is. Het onderwater-observatorium Kamioka in Japan en het ondergrondse experiment Irvine-Michigan-Brookhaven in Amerika detecteerden enkele antineutrino's van thermische origine. Ook het op gallium-71 gebaseerde Baksan Neutrino Observatorium in de toenmalige Sovjet-Unie detecteerde neutrino's (leptongetal = 1) van een thermische of een elektronenvangstoorsprong.
Wanneer de ster uit minder dan ongeveer 20 M☉ bestaat - afhankelijk van de kracht van de explosie en de hoeveelheid materie die terugvalt - zal het ontaarde overblijfsel van een kernineenstorting een neutronenster zijn. Heeft een ster nog meer massa, dan zal het ster-overblijfsel ineenstorten tot een zwart gat. De theoretische uiterste limiet voor zo'n type ineenstorting van een sterkern is plusminus 40 tot 50 M☉. Heeft een ster nog meer massa, dan geloven wetenschappers dat een ster direct ineenstort tot een zwart gat, zonder dat er een supernova-explosie plaatsvindt. Echter zijn er nog te veel onzekerheden in het berekenen van supernova-ineenstortingen om deze limieten echt accuraat te kunnen stellen.

## Theoretische modellen
Het standaardmodel van de deeltjesfysica is de theorie die drie van de vier bekende fundamentele natuurkrachten beschrijft, tussen de elementaire deeltjes waaruit alle bekende materie bestaat. Dankzij deze theorie kunnen we voorspellingen doen over hoe deeltjes zich zullen gedragen onder verschillende omstandigheden. De energiehoeveelheid per deeltje in een supernova is doorgaans 1 tot 150 picojoule (tientallen tot honderden MeV). Dit energieniveau van deeltjes in een supernova is klein genoeg zodat de voorspellingen van ons standaardmodel goed op zouden moeten gaan. Echter zorgen de condities van enorme dichtheid waarschijnlijk voor onbekende reacties. Zo kunnen we met deeltjesversnellers op Aarde deeltjesinteracties produceren die deeltjes creëren met een veel hoger energieniveau dan in een supernova. Dit betreft echter experimenten met individuele deeltjes die botsen met individuele deeltjes. In een supernova, met een enorme dichtheid, zullen er ongetwijfeld onbekende effecten optreden. De interactie tussen neutrino's en andere deeltjes vindt plaats via de zwakke kernkracht, dat men veronderstelt goed te begrijpen. De interactie tussen protonen en neutronen is echter een ander verhaal, omdat onze huidige wetenschap de sterke kernkracht nog maar slecht kan definiëren.
Het grootste probleem met de type II supernova is dat we niet begrijpen hoe de uitbarsting van neutrino's haar energie doorgeeft aan de rest van de ster, waaruit de schokgolf moet ontstaan waardoor de ster explodeert. Uit de tekst hierboven blijkt dat slechts 1 procent van de neutrino-uitbarsting de energie hoeft door te geven om een explosie te veroorzaken, maar het verklaren van deze overdracht is extreem moeilijk gebleken, hoewel men de deeltjesinteractie goed denkt te begrijpen. Tijdens dit proces worden tevens atoomkernen zwaarder dan ijzer gevormd via neutronenvangst. Ook door de druk van neutrino's die zich tegen de grens van de "neutrinosfeer" knelt, wordt de ruimte daar bezaaid door een wolk van gas en stof, die rijker is aan zwaardere elementen dan het materiaal waar de ster zich initieel uit heeft gevormd.
De zwakke kernkracht, uit het standaardmodel van de deeltjesfysica, is cruciaal om dit proces te kunnen begrijpen. Het andere cruciale deel, geschikt voor verder onderzoek, is de vloeistofmechanica van het plasma waaruit de stervende ster bestaat; hoe dit zich gedraagt tijdens de ineenstorting zal bepalen hoe de schokgolf tot stand komt en ook hoe deze vastloopt en weer opstart.
Computersimulaties zijn zeer succesvol gebleken in het berekenen van het gedrag van een type II supernova nadat de schokgolf gevormd is. Zolang astrofysici de eerste seconde van explosie buiten beschouwing laten, kunnen er precieze voorspellingen gedaan worden over ontstane elementen en de te verwachten lichtkromme van de supernova.

## De lichtkrommen van type II-P en II-L supernovae

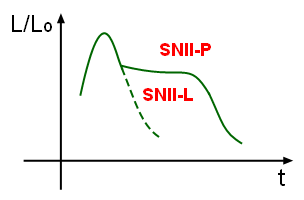
Een grafiek van de lichtintensiteit tegen de tijd van de lichtkrommen van type II-L en II-P supernovae

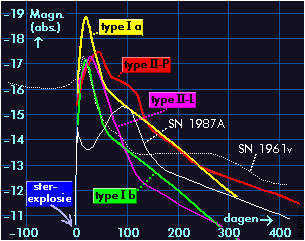

Wanneer het spectrum van een type II supernova wordt bestudeerd, ziet men normaal gesproken Balmer-absorptielijnen - verminderde flux bij de karakteristieke frequenties waar waterstofatomen energie absorberen. De aanwezigheid van deze lijnen wordt gebruikt om onderscheid te maken tussen een type II en een type I supernova.
Als men de lichtkracht van een type II supernova afzet tegen een tijdsperiode, vertoont het een karakteristieke toename in felheid en na een piek volgt een geleidelijke afname. Deze lichtkrommen hebben een gemiddelde vervalafname van 0,008 magnituden per dag; een stuk lager dan de vervalafname van een type Ia supernova. Afhankelijk van de lichtkromme wordt type II verdeeld in twee categorieën. Een type II-L supernova vertoont een gelijkmatige afname (de L van lineair) nadat het toppunt van felheid bereikt is. Daarentegen vertonen supernovae type II-P een karakteristieke gedeeltelijk platte lijn (de P van plateau). De lichtkracht neemt gemiddeld af met 0,0075 magnituden per dag voor type II-P en 0,012 magnituden per dag voor type II-L.
Het verschil in de vorm van de lichtkromme wordt, in het geval van type II-L supernovae, verondersteld te worden veroorzaakt door het uitspuwen van het grootste deel van de waterstofschil van de ster. De fase van het plateau in de lichtkromme van een type II-P wordt veroorzaakt door een verandering in de opaciteit van deze buitenste laag. De schokgolf ioniseert het waterstof in de buitenste sterschil - hierbij het elektron van het waterstofatoom verwijderend - wat resulteert in een significantie toename in de opaciteit. Hierdoor kunnen fotonen van het binnenste van de explosie niet ontsnappen. Wanneer het waterstof genoeg afkoelt om voldoende te recombineren, wordt de buitenste laag weer transparanter.

## TypeIIn supernovae
De "n" staat voor nauw, wat doelt op de aanwezigheid van nauwe of middelmatig brede waterstofemissielijnen in de spectra. In het geval van middelmatige breedte verwacht men dat de uitgeschoten materie van de explosie sterk gereageerd heeft met gassen om de ster heen. Wel is de geschatte benodigde dichtheid van dit circumstellaire materiaal veel hoger dan men zou verwachten aan de hand van de standaardsterevolutietheorieën. Het wordt daarom algemeen aangenomen dat deze grote dichtheid het gevolg is van hoge massaverliezen van de ster, voorafgaand aan de supernova. De geschatte waarde voor dit massaverlies is meestal meer dan 10-3 M☉ per jaar. Er zijn aanwijzingen voor dat deze supernovae dan ook ontstaan uit lichtsterke blauwe variabelen. Deze sterren staan bekend om de hevige sterrenwind met hoog massaverlies. SN 1998S en SN 2005gl zijn voorbeelden van type IIn supernovae; SN 2006gy, een extreem energierijke supernova, zou ook kunnen kwalificeren.

## TypeIIb supernovae
Een type IIb supernova heeft een zwakke emissielijn van waterstof in het initiële spectrum, wat de reden is om hem een type II te geven. Echter verdwijnt even later de waterstofemissie. Ook is er een tweede piek in de lichtkromme met een spectrum dat enorm lijkt op die van een type Ib supernova. De oorspronkelijke ster zou een zeer massieve ster kunnen zijn, die het grootste deel van haar buitenste lagen heeft afgescheiden; of een ster die al haar waterstof verloren is door interactie als een dubbelster, zodat slechts een kern van nagenoeg alleen helium is overgebleven. Tijdens het uitzetten van de materie in deze explosie zal de laag van waterstof transparanter worden, om dan de dieper gelegen lagen te onthullen. Het klassieke voorbeeld van een type IIb supernova is SN1993J, een ander goed voorbeeld is Cassiopeia A. De IIb klasse werd geïntroduceerd door Woosley et al. in 1987 en werd toen snel gebruikt voor SN 1987K en SN 1993J.